# زمرة حرة

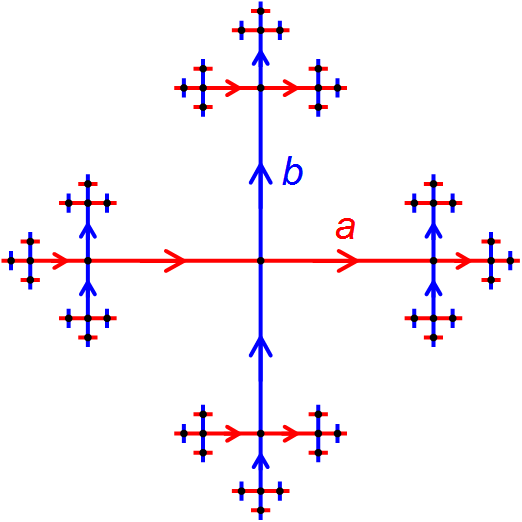

في الرياضيات، تُسمى زمرة ما زمرة حرة (بالإنجليزية: Free group)‏ إن لم توجد أي علاقة بين مولداتها سوى العلاقة بين العنصر ومعاكسه كونها واحدة من الخصائص المميِّزة للزمرة. فزمرة الأعداد الصحيحة الجمعية زمرة حرة بمولد وحيد هو {\displaystyle 1} ومعاكسه {\displaystyle -1}. العنصر {\displaystyle ab^{2}a^{-1}} هو مثال لعنصر من الزمرة الحرة على مولدين مع العلم أنه لا يساوي {\displaystyle b^{2}}. كما تعطي الزمرة الأساسية لشكل العدد 8 مثالًا جيدًا لزمرة حرة ذات مولدين، حيث أنه يمكن اجتياز إحدى الحلقتين، لكن لا يمكن الخروج عن كلا المسارين. وعلاوة على ذلك، لن يكون أي مسار غير تافه ضامٍ لأكثر من حلقة واحدة مثليَّ التوضع للمحايد.